# Shannon Brown
Shannon Brown nasceu no dia 29 de Novembro de 1985 na cidade de Maywood, Illinois. É um ex-jogador profissional de basquetebol norte americano.